# Jeszenszky Károly (lelkész, 1851–1927)
Ifj. kisjeszeni Jeszenszky Károly (Mezőberény, 1851. január 7. – Mezőberény 1927. augusztus 22.) mezőberényi evangélikus lelkész, helytörténész.

## Élete
Édesapja id. Jeszenszky Károly mezőberényi evangélikus lelkész, aki 50 éven át szolgált a gyülekezetben. Édesanyja Ruhman Karolina. Iskolái elvégzése után 1875. augusztus 15-én választották meg édesapja mellé társlelkésznek. Rendkívüli képességű, hivatását nagy szorgalommal teljesítő lelkész volt, akit az egyháztagok minden tekintetben nagyon tiszteltek. 1890-ig édesapjával együtt, majd 1890–1917 és 1917–1927 között Biszkup Ferenccel együtt végezte szolgálatát. 1927-ben hunyt el, az egyházi temetőben helyezték örök nyugalomra.

## Munkái
- Régi templomi ének, Protestáns Egyházi és Iskolai Lap, 1884.
- Chitara Sanctorum, Protestáns Egyházi és Iskolai Lap, 1886. 49. szám.
- Egy hires egyházi ének dallamáról, Protestáns Egyházi és Iskolai Lap, 1887.
- Magyar husszita énekek, Evangélikus Egyház és Iskola, 1887.
- Régi énekek, Protestáns Egyházi és Iskolai Lap, 1888, 1891, 1892.
- Régi tót egyházi ének Rákóczi Ferenczről, Egyetértés,  1888. 230. szám
- Régi hangok. Tizenkét ének új kiadásban. v. keresztyének számára közrebocsátá. Budapest, 1890.
- Evangélikus énekeskönyv 263. éneke, „Magyar gályarabok éneke a XVII. századból”

## Emlékezete
- Még halála évében utcát neveztek el róla.